# Ngrayudan
Ngrayudan is een bestuurslaag in het regentschap Ngawi van de provincie Oost-Java, Indonesië. Ngrayudan telt 4222 inwoners (volkstelling 2010).